# Салобре (Альбасете)
Салобре (ісп. Salobre) — муніципалітет в Іспанії, у складі автономної спільноти Кастилія-Ла-Манча, у провінції Альбасете. Населення — 607 осіб (2010).
Муніципалітет розташований на відстані близько 220 км на південний схід від Мадрида, 75 км на південний захід від Альбасете.
На території муніципалітету розташовані такі населені пункти: (дані про населення за 2010 рік)
- Реолід: 207 осіб
- Салобре: 400 осіб

## Демографія
Динаміка населення (INE ):

## Галерея зображень
- Розташування муніципалітету у провінції Альбасете